# يونغ إي. أليسون
يونغ إي. أليسون (بالإنجليزية: Young E. Allison)‏ هو كاتب أمريكي، ولد في 1853 في هندرسون في الولايات المتحدة، وتوفي في 1932 في إيفانسفيل في الولايات المتحدة.